# Quicksand: No Escape

Quicksand: No Escape est un téléfilm thriller réalisé par Michael Pressman, diffusé en 1992.

## Synopsis
Un architecte travailleur est tiré dans une intrigue quand sa femme (Julianna Reinhardt) engage un détective privé (Murdoch) pour s'assurer que son mari travaille juste tard. Le détective voit une occasion de le soupçonner de meurtre à la place.

## Distribution
- Donald Sutherland (VF : Bernard Tiphaine) : Murdoch
- Tim Matheson : Scott Reinhardt
- Jay Acovone : Détective Harris
- Timothy Carhart : Charlie Groves
- Felicity Huffman : Julianna Reinhardt
- Margaret Reed
- Amy Benedict (en) : Ginger
- Bryan Clark : le commissaire Freeman
- Kaley Cuoco : Connie Reinhardt
- Steven Culp : le barman

## Autour du téléfilm
Ce téléfilm marque les débuts d'actrice de Kaley Cuoco. Elle est entourée dans les rôles principaux par les acteurs Donald Sutherland, Tim Matheson, Felicity Huffman.